# Nørresundby
Nørresundby är en tätort och stad som utgör en stadsdel i Ålborg i landskapet Vendsyssel, norr om Limfjorden på norra Jylland i Danmark. Orten tillhör Ålborgs kommun i Region Nordjylland och hade 21 671 invånare 2012. Eftersom Limfjorden är bredare än 200 meter räknas inte Nørresundby i statistiken som en del av tätorten Ålborg utan som en egen tätort (danska: byområde).
Nørresundby fick handelsprivilegier 1856 och blev köpstad 1900, och var således ursprungligen en egen stad, men räknas sedan 1970 som en del av Ålborg, med vilket orten har förbindelse över Limfjorden genom två broar och en vägtunnel.
I Nørresundby finns en romansk kyrka från 1200-talet, Nørresundby kyrka, och väster om orten ligger det stora gravfältet Lindholm Høje. I nordväst ligger Ålborgs flygplats. Industrin är betydande och mångsidig.
Sedan 2016 ligger Geodatastyrelsen i Nørresundby

## Bilder

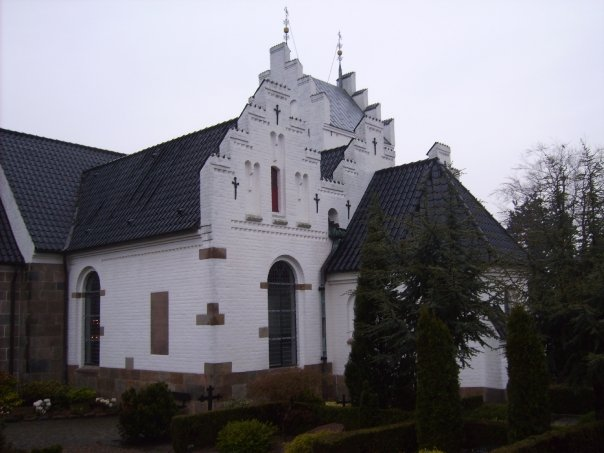
Nørresundby kyrka.
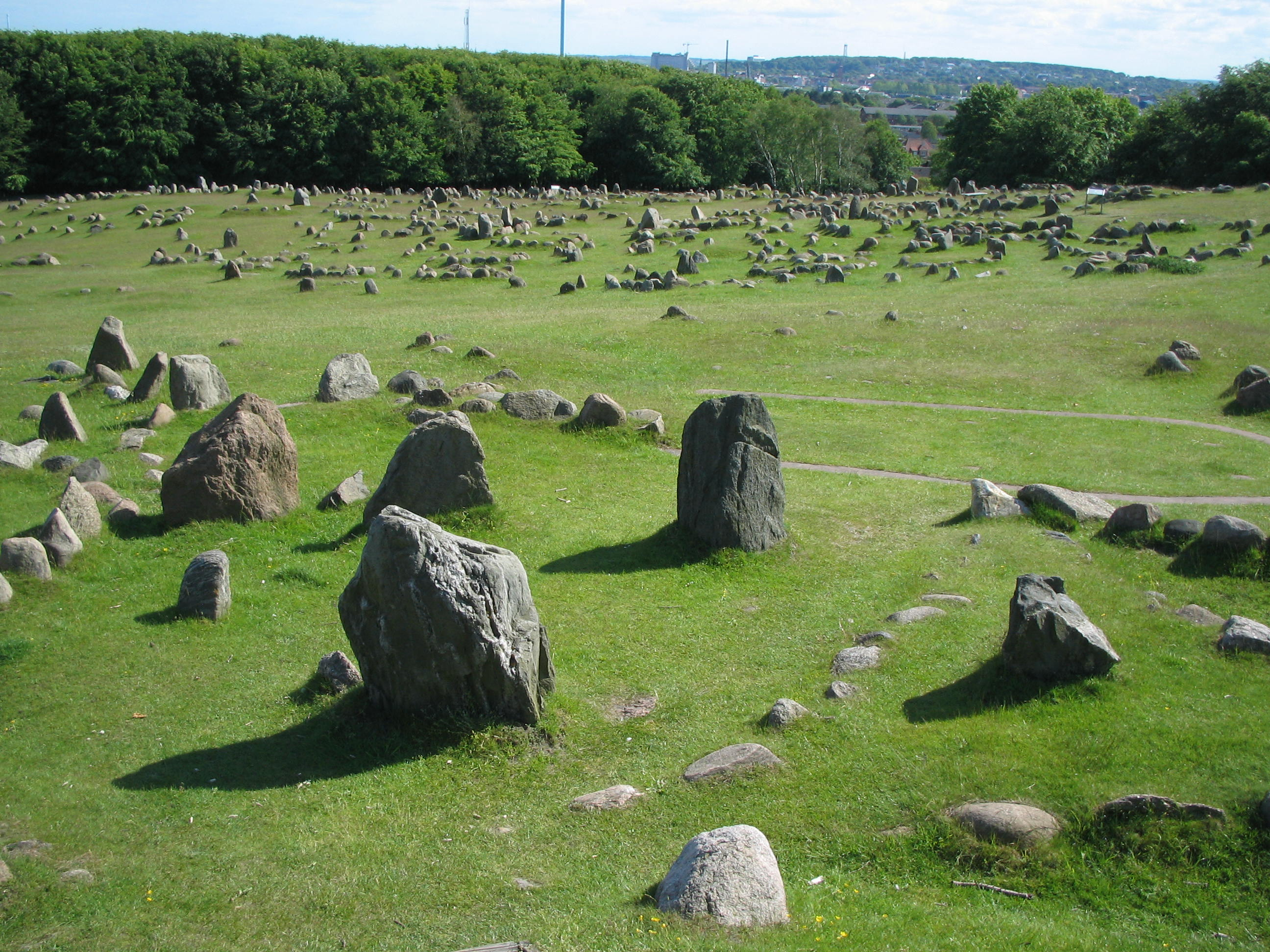
Gravfältet Lindholm Høje.